# Article 12 du traité sur l'Union européenne
 (décembre 2016).
Si vous disposez d'ouvrages ou d'articles de référence ou si vous connaissez des sites web de qualité traitant du thème abordé ici, merci de compléter l'article en donnant les références utiles à sa vérifiabilité et en les liant à la section « Notes et références ».
L’article 12 du traité sur l'Union européenne fait partie du Titre II : « Dispositions relatives aux principes démocratiques ».

## Disposition
L'article 12 dispose :

« Les parlements nationaux contribuent activement au bon fonctionnement de l'Union :
a) en étant informés par les institutions de l'Union et en recevant notification des projets d'actes législatifs européens conformément au protocole sur le rôle des parlements nationaux dans l'Union européenne ;
b) en veillant au respect du principe de subsidiarité conformément aux procédures prévues par le  protocole sur l'application des principes de subsidiarité et de proportionnalité ;
c) en participant, dans le cadre de l'espace de liberté, de sécurité et de justice, aux mécanismes d'évaluation de la mise en œuvre des politiques de l'Union dans cet espace, conformément à l'article 70 du traité sur le fonctionnement de l'Union européenne et en étant associés au contrôle politique d'Europol et à l'évaluation des activités d'Eurojust, conformément aux articles 88 et 85 dudit traité ;
d) en prenant part aux procédures de révision des traités, conformément à l'article 48 du présent traité ;
e) en étant informés des demandes d'adhésion à l'Union, conformément à l'article 49 du présent traité ;
f) en participant à la coopération interparlementaire entre parlements nationaux et avec le Parlement européen, conformément au protocole sur le rôle des parlements nationaux dans l'Union européenne. »